# Дем'яново (Грязовецький район)
Дем'я́ново (рос. Демьяново) — село у складі Грязовецького району Вологодської області, Росія. Входить до складу Вохтозького міського поселення.

## Населення
Населення — 196 осіб (2010; 206 у 2002).
Національний склад (станом на 2002 рік):
- росіяни — 100 %